# Bobby Lulham
Robert John Lulham (2 de noviembre de 1926 - 24 de diciembre de 1986) fue un jugador australiano de rugby que jugó para la Rugby league en Australia en las décadas de 1940 y 1950. Jugador internacional con Australia y representante del estado de Nueva Gales del Sur en tres cuartos, jugó en Sídney para el Balmain Tigers, con el que ganó la Premiership NSWRFL de 1947.

## Biografía
Nacido el martes 2 de noviembre de 1926, en una familia de tres varones, tuvo dos hermanos. Un ala de ritmo rápido llegó a Sídney desde Newcastle y en su primera temporada en la premiership de NSWRFL representó a Nueva Gales del Sur en todos los partidos. En la temporada de NSWRFL de 1947 también fue el máximo anotador de intentos de la Liga, rompiendo el récord de más intentos en una temporada de debut con 28 y más intentos en una temporada para Balmain Tigers en la historia del club llegando a jugar en la gran final de Balmain. Al final de la siguiente temporada fue seleccionado para hacer una gira por Europa con los Kangaroos de 1948–49, haciendo su debut en la Tercera Prueba contra Gran Bretaña antes de pasar a jugar dos Tests contra Francia.
En 1953 apareció en los titulares después de que su suegra, Veronica Mabel Monty, con quien tenía una relación sexual, fuera acusada de intentar envenenarlo con talio. En ese momento, Monty vivía con su hija y su yerno luego de la separación de su esposo. Al final, el veredicto fue no culpable. Sin embargo, Judith Lulham se divorció de él por su admisión durante el juicio de intimidades con Monty, desde entonces Lulham nunca volvió a jugar al rugby.
Lulham murió en su casa ubicada en Tenterfield, Nueva Gales del Sur en la víspera de Navidad de 1986, a la edad de 60 años. Fue enterrado en el cementerio de Tenterfield.